# 孟海镇
孟海镇，是中华人民共和国山東省菏泽市定陶区下辖的一个乡镇级行政单位。

## 行政区划
孟海镇下辖以下地区：
马楼村、孟海村、黄庄村、牛集村、彭庄村、许楼村、南王村、东薛村、孙桥村、苗古店村、牛屯村、白屯村、东张村、宗集村、程庄村、东曹村、西曹村、北王村、车刘村、万福集村和琉璃庙村。